# Cryptanura atripectus
Cryptanura atripectus là một loài tò vò trong họ Ichneumonidae.